# デビッド・エクスタイン
デビッド・マーク・エクスタイン（David Mark Eckstein, 1975年1月20日 - ）は、アメリカ合衆国フロリダ州サンフォード出身の元プロ野球選手（内野手）。右投右打。愛称はXファクター（X-Factor）。
妻は女優のアシュリー・エクスタイン。

## 経歴

### プロ入り前
1975年1月20日、フロリダ州サンフォードで生まれる。父によくヤンキー・スタジアムに連れて行ってもらったり、デール・マーフィーのプレイを観て育つなど、子供の頃から野球と接していた。
1994年、フロリダ大学に入学し野球部に入部する。高校時代から有名な選手には大学から入学前にスポーツ奨学金のオファーが来るのが通例だが、エクスタインにはそれがなかった。そのように期待されていなかったが、1995年・1996年に2年連続でサウスイースタン・カンファレンスの1stチームに選出されるなど結果を出した。このときのチームメイトにはマーク・エリスやブラッド・ウィルカーソンらがいる。

### プロ入りとレッドソックス傘下時代
1997年のMLBドラフトでボストン・レッドソックスから19巡目（全体581位）で指名され、6月6日に契約。契約後はA-級ローウェル・スピナーズで68試合に出場し、打率.301、4本塁打、39打点、21盗塁だった。
1998年はA+級サラソタ・レッドソックスで135試合に出場し、打率.306、3本塁打、58打点、45盗塁だった。
1999年はAA級トレントン・サンダーで131試合に出場し、打率.313、6本塁打、52打点、32盗塁だった。
2000年はAAA級ポータケット・レッドソックスで119試合に出場し、打率.246、1本塁打、31打点、11盗塁だった。

### エンゼルス時代

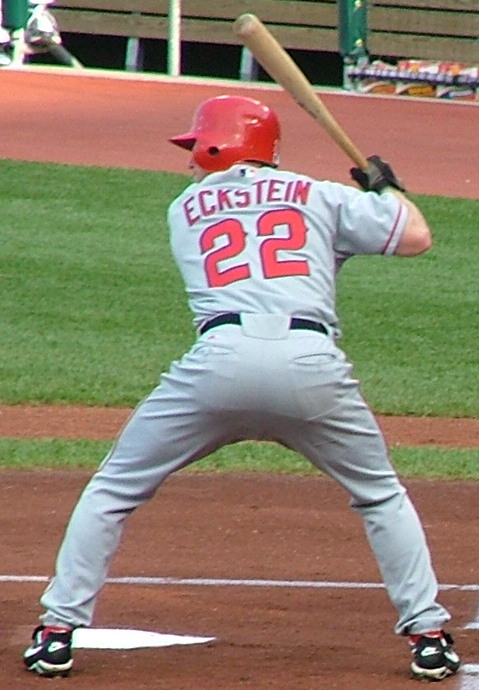
ロサンゼルス・エンゼルス時代
(2004年8月8日)

2000年8月16日にウェイバー公示を経てアナハイム・エンゼルスへ移籍。移籍後はAAA級エドモントン・トラッパーズで15試合に出場し、打率.346、3本塁打、31打点、11盗塁だった。
2001年2月1日にエンゼルスと1年契約を結んだ。4月3日のテキサス・レンジャーズ戦でメジャーデビュー。その後は主に1番打者・遊撃手のポジションを任され、153試合に出場。166安打、打率.285、4本塁打、41打点、29盗塁と好成績を残し、死球（21個）と犠牲バント（16個）はリーグトップを記録。新人王投票では4位にランクインした。
2002年3月11日にエンゼルスと1年契約に合意。この年も「1番・遊撃手」に固定され、152試合に出場。打率.293、8本塁打、63打点、21盗塁だった。死球と犠牲バントは2年連続でリーグトップを記録した。ポストシーズンではチームがワールドシリーズへ進出。エクスタインは全7試合で先発起用され、打率.310を記録。チームのワールドシリーズ優勝に貢献した。
2003年3月6日にエンゼルスと1年契約に合意。しかし、開幕後は打率.250を切るなど不調が続き、8月20日には左足の故障で15日間の故障者リスト入りした。9月9日に復帰したが、9月は11試合の出場にとどまった。この年は120試合の出場で打率.252、3本塁打、31打点、16盗塁だった。
2004年2月12日にエンゼルスと1年契約に合意。この年は142試合に出場し、打率.276、2本塁打、35打点、16盗塁の成績に終わった。オフの12月21日にフリーエージェント（FA）となった。エンゼルスはレッドソックスの遊撃手、オーランド・カブレラと契約し、エクスタインと再契約することはなかった。

### カージナルス時代

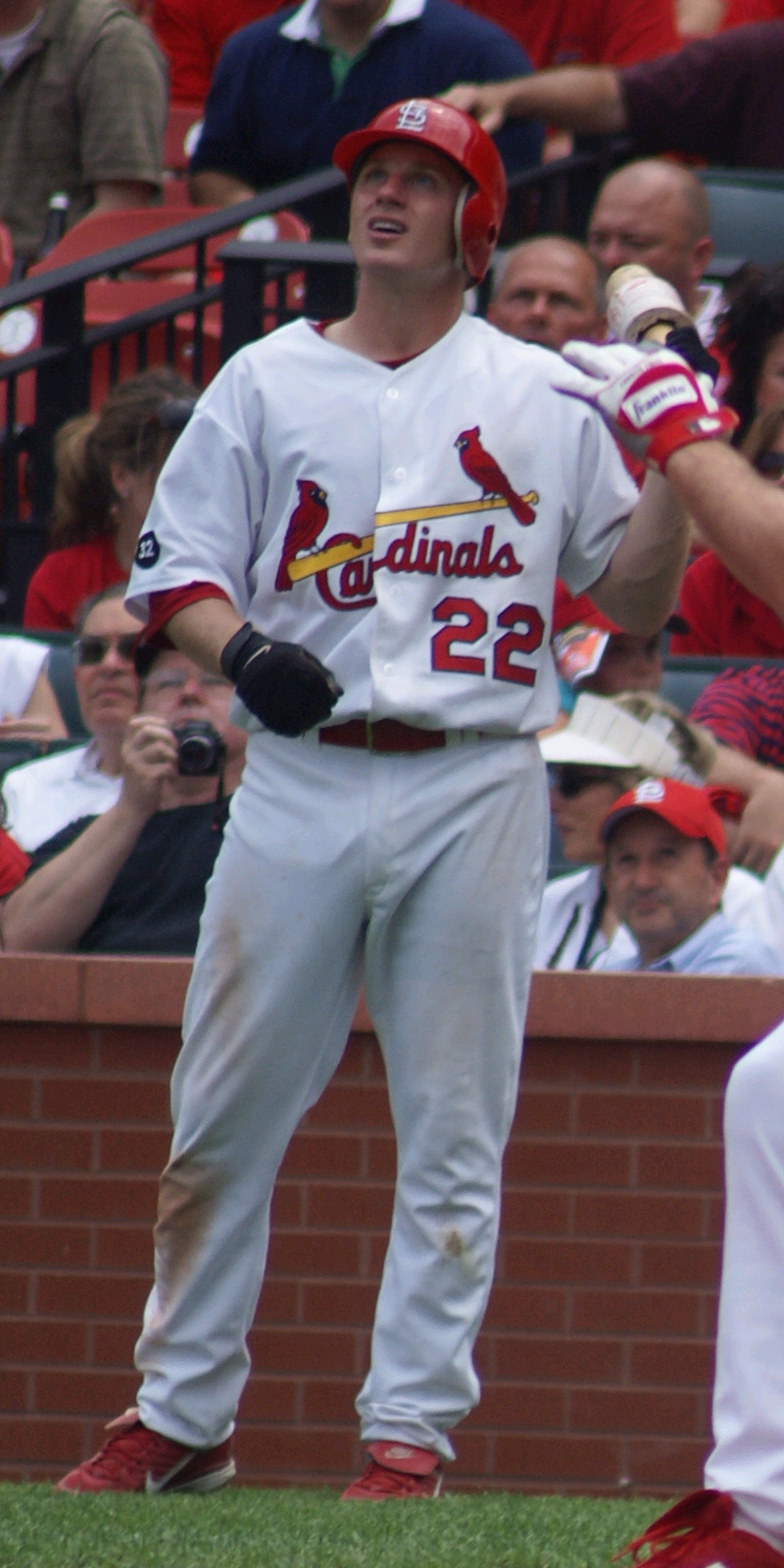
カージナルス時代（2007年5月24日）

2004年12月23日にセントルイス・カージナルスと総額1025万ドルの3年契約を結んだ。カージナルスの正遊撃手だったエドガー・レンテリアがレッドソックスへ移籍、続いてレッドソックスの正遊撃手だったカブレラがエンゼルスへ移籍し、そしてエクスタインがエンゼルスからレンテリアの抜けたカージナルスへ移籍、という選手の流れはメリーゴーラウンドに喩えられた。カージナルスファンからはもっといい選手を取れなかったのかという声もあったが、それに対しトニー・ラルーサ監督は「年俸では（レンテリア）700万ドルの差があるが、それほど差のつくような選手ではない」と発言している。
2005年は、「1番・遊撃手」として自己最多の158試合に出場し、打率.294、8本塁打、61打点、11盗塁を記録。7月にはオールスターゲームに初めて選出されたほか、8月7日には球団史上18年ぶりの逆転サヨナラ満塁本塁打を放つなど、勝負強さものぞかせた。
2006年は相次ぐ怪我で戦列を離れることもあったものの、終盤に復帰。ポストシーズン前半は不振だったが、ワールドシリーズでは第4戦・第5戦で決勝点を記録し、ワールドシリーズ優勝に貢献した。自身もワールドシリーズのMVPを獲得した。
2007年は6月に腰痛で1か月間故障者リスト入りするなど出場試合数は自己最少の117試合にとどまる。規定打数不足ながら打率.309を記録したものの、故障の影響が守備に現れ、自己最多の20失策を記録した。2年連続で出場試合数が120試合前後となったエクスタインとカージナルスの交渉は決裂し、10月29日にFAとなった。FAのエクスタインに複数の球団が興味を示した。例えば、コロラド・ロッキーズは移籍した松井稼頭央の後釜としてエクスタインを二塁手へコンバートするプランを用意している。

### ブルージェイズ時代
2007年12月14日に「1番・遊撃手」での起用を確約したトロント・ブルージェイズと450万の1年契約を結んだ。2007年のブルージェイズは打線が機能せず出塁率もリーグ14球団中12位と低かったため、1番打者としてのエクスタインに期待される役割は大きかったが、その一方で人工芝の本拠地ロジャース・センターでの守備を不安視する向きもあった。それでもブルージェイズは、カージナルスでエクスタインと三遊間を組んでいたスコット・ローレンもトレードで獲得し、ポストシーズン進出へ向けての補強を進めた。
2008年はブルージェイズが所属するアメリカンリーグ東地区は、前年地区最下位のタンパベイ・レイズと前年ワールドシリーズ優勝のレッドソックスが首位を争う展開となり、ブルージェイズは地区優勝争いに加われず。エクスタイン自身も開幕直後は「1番・遊撃手」で起用されていたが、4月終了時点で打率.248、出塁率.321と成績が低迷し、5月8日には右腰の痛みで故障者リスト入り。さらに、6月20日に新監督となったシト・ガストンは、守備の悪さを理由にエクスタインの出場機会を減らしていった。打順は8番や9番が増えていき、8月以降はポジションも二塁での出場が多くなった。

### ダイヤモンドバックス時代

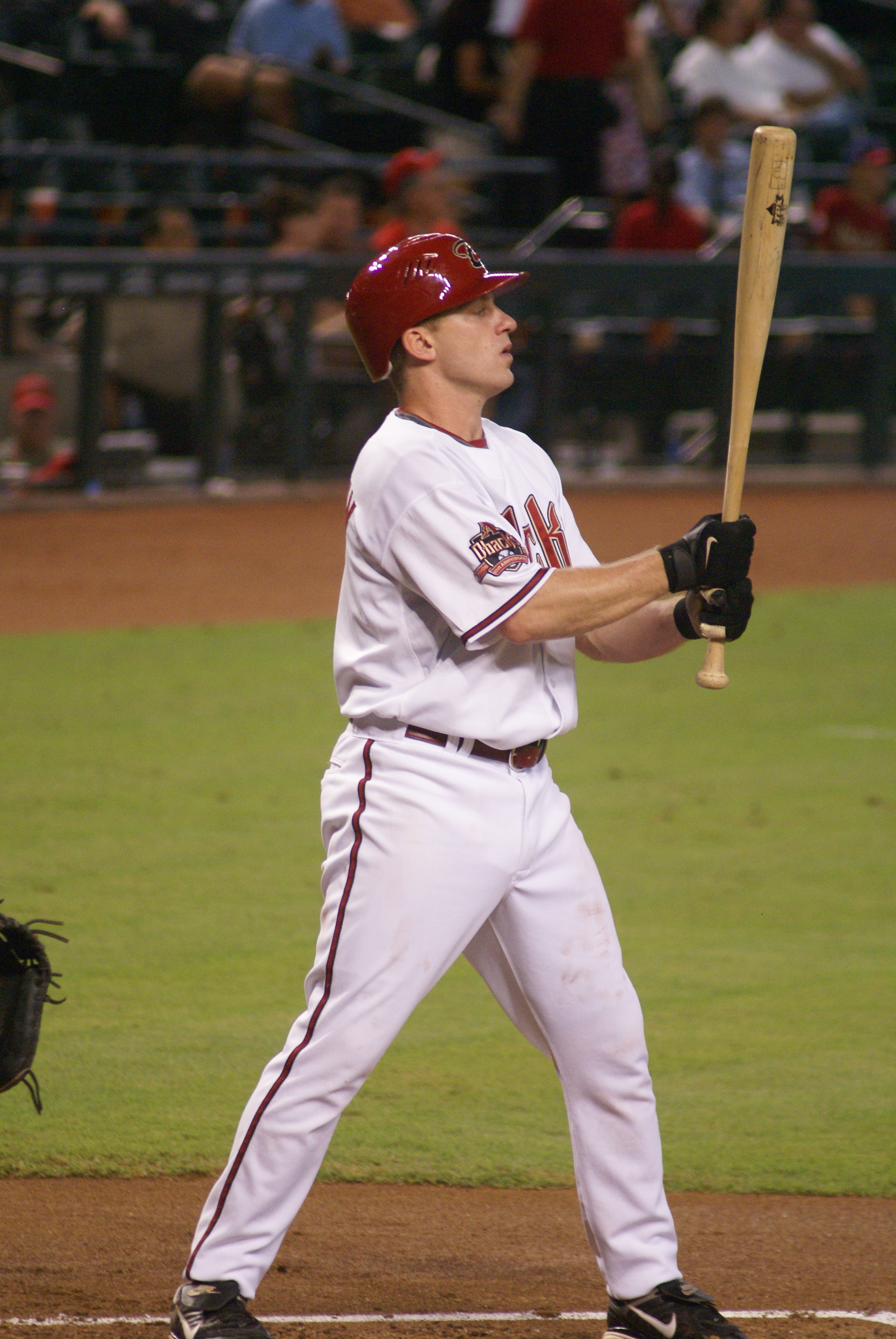
ダイヤモンドバックス時代（2008年9月3日）

2008年8月31日にチャド・ベックとのトレードでアリゾナ・ダイヤモンドバックスへ移籍。ロサンゼルス・ドジャースとポストシーズン進出争いをしていたダイヤモンドバックスは、正二塁手のオーランド・ハドソンを故障で欠いたため代わりの選手を探していた。だが、移籍後は18試合で打率.219、出塁率.301とブルージェイズ在籍時よりさらに成績が悪化。マニー・ラミレスを獲得したドジャースが9月を17勝8敗と大きく勝ち越したのに対し、ダイヤモンドバックスは救援陣の不振などで13勝13敗に終わり、ポストシーズン進出を逃した。

### パドレス時代
2009年1月15日にサンディエゴ・パドレスと85万ドルの1年契約を結んだ。前年にブルージェイズと結んだ契約の5分の1以下の額だったが、金額よりも出場機会を重視、二塁手としての出場も了承した。開幕後はエバース・カブレラが遊撃手として出場し、エクスタインは遊撃手としての出場はなく二塁手として出場。守備率.996は二塁手としてリーグ1位となった。シーズン半ばの8月22日に2010年の契約を締結した。

### 引退後
2015年にはWBSC U-18ワールドカップのアメリカ合衆国代表コーチを務めている。

## 選手としての特徴
エクスタインといえばハッスルプレーという評価が球界では定着しており、カージナルス在籍時の監督トニー・ラルーサは「彼が一生懸命プレーすることで、チーム全体がよくなるように見えてくるんだ」とエクスタインを賞賛している。
打者としては、三振が少ない。デビュー以来三振数が61以上を記録したことがなく、三振率（1三振するのに何打席要するか）はデビューした2001年から2006年までの6年間ずっとリーグ上位6人以内に入り、2009年までの通算では12.01と高い数値を残している。また、犠打や右打ちなどチームバッティングにも優れ、2001年・2002年と2年連続でリーグ最多犠打を記録しているほか、2007年には野球専門誌ベースボール・アメリカがナショナルリーグ監督を対象に行ったアンケートで、エクスタインは "ヒットエンドラン・アーティスト" 部門3位となった。本人は「僕は一発のある打者じゃないから。右方向へ打ってランナーを進める。これが僕の仕事。試合のための準備をするのが練習さ」と、試合前の打撃練習から右方向への打撃を心がけている。
守備では身体全体を使って大きな動作のぎこちない独特なスローイングをするが、これについて本人は「僕には遊撃を守れるほどの強い肩はないからね。ああやるしか、しょうがないんだよ。」と語っている。
前かがみで本塁に覆いかぶさるような打撃フォームのため死球を浴びることが多い。デビューした2001年の21死球は、フランク・ロビンソンが1956年に記録した20死球を上回る新人史上最多記録だった。また2年目も27死球だったが、デビューから2年連続20死球以上はメジャー史上初の記録である。

## 人物
子供向けの本 "Have Heart" を出版している。題は「勇気を出せ」「頑張れ」の意。
プロレスの大ファンとして知られている。TNAのリングに登場したことが数回あるほか、2007年2月27日には、カージナルスのスプリング・トレーニングにカート・アングルを招待した。
兄のリックとは瓜二つで、2002年に日米野球で訪日したときは、ファンのみならずカメラマンも間違えてしまうほどだった。リックはフロリダ大学野球部やマイナーリーグで指導者としての経験を積み、2009年より5年間ワシントン・ナショナルズ打撃コーチを務め、2014年現在はエンゼルスのコーチ。

## 詳細情報

### 年度別打撃成績
| 年 度     | 球 団     | 試 合 | 打 席 | 打 数 | 得 点 | 安 打 | 二 塁 打 | 三 塁 打 | 本 塁 打 | 塁 打 | 打 点 | 盗 塁 | 盗 塁 死 | 犠 打 | 犠 飛 | 四 球 | 敬 遠 | 死 球 | 三 振 | 併 殺 打 | 打 率 | 出 塁 率 | 長 打 率 | O P S |
| --------- | --------- | ----- | ----- | ----- | ----- | ----- | -------- | -------- | -------- | ----- | ----- | ----- | -------- | ----- | ----- | ----- | ----- | ----- | ----- | -------- | ----- | -------- | -------- | ----- |
| 2001      | ANA       | 153   | 664   | 582   | 82    | 166   | 26       | 2        | 4        | 208   | 41    | 29    | 4        | 16    | 2     | 43    | 0     | 21    | 60    | 11       | .285  | .355     | .357     | .712  |
| 2002      | ANA       | 152   | 702   | 608   | 107   | 178   | 22       | 6        | 8        | 236   | 63    | 21    | 13       | 14    | 8     | 45    | 0     | 27    | 44    | 7        | .293  | .363     | .388     | .751  |
| 2003      | ANA       | 120   | 517   | 452   | 59    | 114   | 22       | 1        | 3        | 147   | 31    | 16    | 5        | 10    | 4     | 36    | 0     | 15    | 45    | 9        | .252  | .325     | .325     | .650  |
| 2004      | ANA       | 142   | 637   | 566   | 92    | 156   | 24       | 1        | 2        | 188   | 35    | 16    | 5        | 14    | 2     | 42    | 1     | 13    | 49    | 11       | .276  | .339     | .332     | .671  |
| 2005      | STL       | 158   | 713   | 630   | 90    | 185   | 26       | 7        | 8        | 249   | 61    | 11    | 8        | 8     | 4     | 58    | 0     | 13    | 44    | 13       | .294  | .363     | .395     | .758  |
| 2006      | STL       | 123   | 552   | 500   | 68    | 146   | 18       | 1        | 2        | 172   | 23    | 7     | 6        | 3     | 3     | 31    | 0     | 15    | 41    | 7        | .292  | .350     | .344     | .694  |
| 2007      | STL       | 117   | 484   | 434   | 58    | 134   | 23       | 0        | 3        | 166   | 31    | 10    | 1        | 7     | 7     | 31    | 0     | 12    | 22    | 9        | .309  | .356     | .382     | .738  |
| 2008      | TOR       | 76    | 303   | 260   | 27    | 72    | 18       | 0        | 1        | 93    | 23    | 2     | 1        | 9     | 2     | 24    | 1     | 8     | 27    | 6        | .277  | .354     | .358     | .712  |
| 2008      | ARI       | 18    | 73    | 64    | 5     | 14    | 3        | 0        | 1        | 20    | 4     | 0     | 0        | 0     | 1     | 7     | 0     | 1     | 5     | 1        | .219  | .301     | .313     | .614  |
| '08計     | ARI       | 94    | 376   | 324   | 32    | 86    | 21       | 0        | 2        | 113   | 27    | 2     | 1        | 9     | 3     | 31    | 1     | 9     | 32    | 7        | .265  | .343     | .349     | .692  |
| 2009      | SD        | 136   | 568   | 503   | 64    | 131   | 27       | 2        | 2        | 168   | 51    | 3     | 1        | 13    | 4     | 39    | 1     | 9     | 46    | 8        | .260  | .323     | .334     | .657  |
| 2010      | SD        | 116   | 492   | 442   | 49    | 118   | 23       | 0        | 1        | 144   | 29    | 8     | 1        | 12    | 2     | 27    | 0     | 9     | 35    | 6        | .267  | .321     | .326     | .647  |
| MLB：10年 | MLB：10年 | 1311  | 5705  | 5041  | 701   | 1414  | 232      | 20       | 35       | 1791  | 392   | 123   | 45       | 106   | 39    | 376   | 3     | 143   | 418   | 88       | .280  | .345     | .355     | .701  |

- 各年度の太字はリーグ最高

### 年度別守備成績
| 年 度 | 球 団 | 遊撃（SS） | 遊撃（SS） | 遊撃（SS） | 遊撃（SS） | 遊撃（SS） | 遊撃（SS） | 二塁（2B） | 二塁（2B） | 二塁（2B） | 二塁（2B） | 二塁（2B） | 二塁（2B） |
| 年 度 | 球 団 | 試 合      | 刺 殺      | 補 殺      | 失 策      | 併 殺      | 守 備 率   | 試 合      | 刺 殺      | 補 殺      | 失 策      | 併 殺      | 守 備 率   |
| ----- | ----- | ---------- | ---------- | ---------- | ---------- | ---------- | ---------- | ---------- | ---------- | ---------- | ---------- | ---------- | ---------- |
| 2001  | ANA   | 126        | 178        | 332        | 15         | 66         | .971       | 14         | 21         | 34         | 3          | 9          | .948       |
| 2002  | ANA   | 147        | 205        | 397        | 14         | 91         | .977       | -          | -          | -          | -          | -          | -          |
| 2003  | ANA   | 116        | 193        | 293        | 8          | 67         | .984       | -          | -          | -          | -          | -          | -          |
| 2004  | ANA   | 138        | 198        | 309        | 6          | 75         | .988       | -          | -          | -          | -          | -          | -          |
| 2005  | STL   | 156        | 243        | 517        | 15         | 123        | .981       | -          | -          | -          | -          | -          | -          |
| 2006  | STL   | 120        | 178        | 363        | 6          | 87         | .989       | -          | -          | -          | -          | -          | -          |
| 2007  | STL   | 114        | 164        | 310        | 20         | 59         | .960       | -          | -          | -          | -          | -          | -          |
| 2008  | TOR   | 57         | 69         | 146        | 9          | 33         | .960       | 6          | 7          | 14         | 0          | 4          | 1.000      |
| 2008  | ARI   | -          | -          | -          | -          | -          | -          | 18         | 30         | 65         | 0          | 14         | 1.000      |
| '08計 | ARI   | 57         | 69         | 146        | 9          | 33         | .960       | 24         | 37         | 79         | 0          | 18         | 1.000      |
| 2009  | SD    | -          | -          | -          | -          | -          | -          | 131        | 228        | 326        | 2          | 79         | .996       |
| 2010  | SD    | -          | -          | -          | -          | -          | -          | 113        | 191        | 284        | 0          | 71         | 1.000      |
| MLB   | MLB   | 974        | 1428       | 2667       | 93         | 601        | .978       | 282        | 477        | 723        | 5          | 177        | .996       |

### 表彰
- ハート&ハッスル賞：1回（2005年）
- ワールドシリーズMVP：1回（2006年）
- ベーブ・ルース賞：1回（2006年）

### 記録
- MLBオールスターゲーム選出：2回（2005年、2006年）

### 背番号
- 22（2001年 - 2007年、2009年 - 2010年）
- 11（2008年 - 同年途中）
- 4（2008年途中 - 同年終了）